# کریستین منندز
کریستین منندز (انگلیسی: Cristian Menéndez؛ زادهٔ ۲ آوریل ۱۹۸۸) بازیکن فوتبال اهل آرژانتین است.
از باشگاه‌هایی که در آن بازی کرده‌است می‌توان به باشگاه فوتبال لیبرتاد، باشگاه اتلتیکو ایندپندینته، و باشگاه فوتبال لانوس اشاره کرد.